# Педро Ласкуран
Педро Ласкуран (ісп. Pedro Lascuráin Paredes; 1856—1952) — мексиканський політик, президент країни.
19 лютого 1913 року Педро Ласкуран встановив рекорд, пробувши на посаді президента Мексики одну годину. Він склав присягу, призначив спадкоємця й пішов у відставку.
Того дня заколотники вчинили державний переворот, внаслідок якого президент Франсіско Мадеро був відсторонений від влади і вбитий. Також були зміщені зі своїх посад віцепрезидент і генеральний прокурор Мексики. В цій ситуації для створення видимості законності переходу влади посада президента перейшла до міністра закордонних справ Педро Ласкурана, котрий призначив своїм спадкоємцем і міністром закордонних справ генерала Хосе Уерту, а сам відразу ж подав у відставку.